# Ganfei
Ganfei ist eine Ortschaft und Gemeinde der Unterregion Minho-Lima im Norden Portugals.

## Geschichte
Zur westgotischen Zeit wurde hier ein Kloster gegründet (Convento de Ganfei oder auch Mosteiro de Ganfei), im Jahr 691 bestand es wahrscheinlich schon. Nach der arabischen Eroberung 711 und der anschließenden christlichen Reconquista wurde das Kloster 1018 neu errichtet, der heutige Ort entwickelte sich in dessen Nähe.
Der erste von der Katholischen Kirche heiliggesprochene Portugiese, São Teotónio (1082–1162) wurde hier geboren.

## Verwaltung
Ganfei ist Sitz einer gleichnamigen Gemeinde (Freguesia) im Kreis (Concelho) von Valença im Distrikt Viana do Castelo. In ihr leben 1207 Einwohner auf einer Fläche von 9 km² (Stand 19. April 2021).
Folgende Ortschaften liegen in der Gemeinde Ganfei:
| - Azenhas - Baroso - Bouça - Calçada - Calinha - Casais - Caseiros - Caxaria - Convento - Costa - Estrada - Estrada de Monte Faro | - Ferro Velho - Ganfei - Gonfei - Mendo - Montinho - Mourel - Olivais - Oliveira da Mosca - Pedreira - Picotos - Ribes - Saibreira | - Santa Rita - Santo - Seara - Senhora da Esperança - Soutilho - Souto - Tardinhade - Tola Grande - Trás das Quintas - Ufe - Verdial - Vilar |

## Bauwerke
Eine Reihe Baudenkmäler befinden sich in der Gemeinde Ganfei, überwiegend im Zusammenhang mit dem Kloster und seiner Entwicklung entstandene Sakralbauten.
- Das Kloster Convento de Ganfei und die Klosterkirche Igreja do Salvador de Ganfei[3]
- Die barocke Kapelle Capela de Nossa Senhora do Carmo aus dem 18. Jh.[4]
- Die manieristisch-barocke Kapelle Capela de Nossa Senhora do Faro aus dem 17. Jh.[5]
- Die 1618 errichtete barocke Kapelle Capela de São Teotónio[6]
- Die Kapelle Capela de São Vicente[7]
- Die Steinbrunnenanlage Chafariz da Praça da República aus dem 17. Jh.[8]

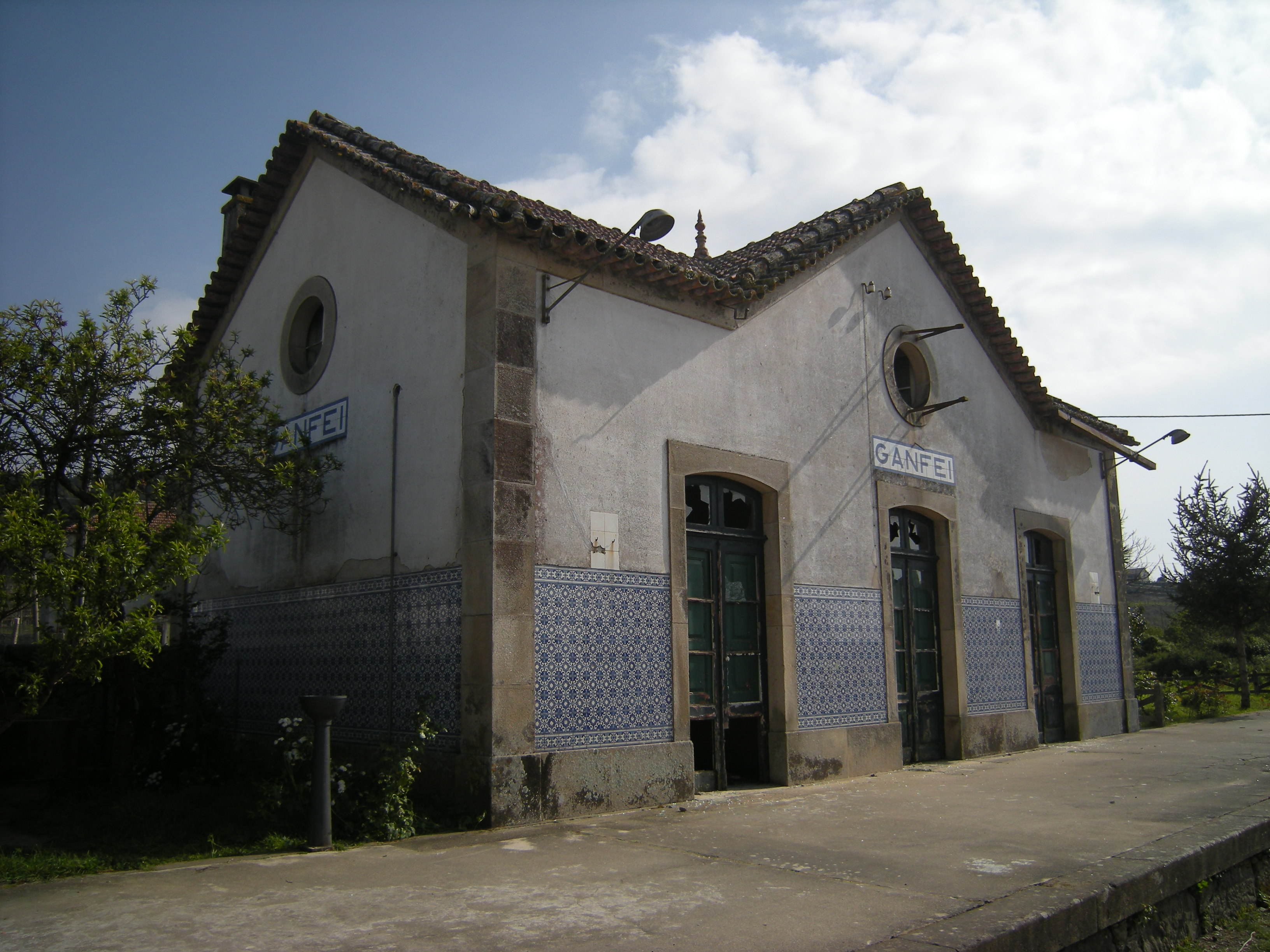
Der ehemalige Bahnhof von Ganfei an dem Radwanderweg Ecopista do Rio Minho

- Die Grundschule von Ganfei[9]

## Verkehr
Mit der Eröffnung der Eisenbahnstrecke Linha do Minho 1875 erhielt Ganfei auch Anschluss an das Bahnnetz Portugals. Seit der Einstellung des Streckenabschnitts zwischen Valença und Monção hat Ganfei keinen eigenen Bahnanschluss mehr. Die ehemalige Bahnstrecke ist heute zu einem Radwanderweg ausgebaut, der zur Strecke Ecopista do Rio Minho gehört.